# Henri Ier Clément
Pour les articles homonymes, voir Clément.
Henri Ier Clément, seigneur du Mez et d'Argentan (1170-1214), maréchal de France en 1191, est le frère d’Albéric Clément. De petite taille, on le surnomma « Le petit Maréchal ».

## Biographie
Henri Ier Clément avait hérité de la seigneurie du Mez (Dordives) au décès de son frère. 
Il était en exercice de la charge de maréchal de France, au mois de juin 1204, époque à laquelle le roi Philippe Auguste lui fit don du château d'Argentan, en Normandie pour le féliciter de ses succès militaires. Dans l'acte qui établit cette dotation, Clément est qualifié de maréchal. C'est pendant qu'il possédait cette charge, que Philippe Auguste fit, avec l'évêque de Mâcon, le traité qui prouve évidemment que le sénéchal, le connétable et le maréchal étaient dès lors essentiellement officiers militaires.
Henri Clément marcha au secours de Guillaume des Roches, sénéchal d'Angers, qui avait commencé pour le roi la conquête de l'Aquitaine. Il vainquit les seigneurs de Mauléon et de Mortemer, qui ravageaient les villes et les villages de Poitou soumis à Philippe Auguste. Leur défaite et la prise des gentilshommes rebelles, que Clément conduisit au roi devant la ville de Poitiers, dont ce prince formait alors le siège, contraignit cette dernière place de se rendre. Loudun, Niort, Fontenay, Melle, et toutes les autres places du Poitou, ainsi que celles de la Saintonge, imitèrent la soumission de Poitiers.
En  1214, il se distingua  à la bataille de Bouvines. La même année, il combattit les Anglais en Poitou avec le prince Louis de France. Ce fut lors de cette guerre qu’il mourut de maladie à Angers. Il fut inhumé à l'abbaye de Turpenay.
Un vitrail de la cathédrale de Chartres le représente recevant l’oriflamme des mains de Saint Denis.

## Armoiries
- D'azur, à la croix recercelée d'argent ; à la cotice de gueules brochant en bande.[2]

- D'or, à la bande de gueules.[3]